# 제2차 가이후 내각
제2차 가이후 내각(일본어: 第2次海部内閣)은 전 문부대신 가이후 도시키가 제77대 내각총리대신으로 임명되어, 1990년 2월 28일부터 1990년 12월 29일까지 존재한 일본의 내각이다.

## 각료
- 내각총리대신 - 가이후 도시키
- 법무대신 - 하세가와 신(참의원 의원) / 가지야마 세이로쿠(1990년 9월 13일 ~ )
- 외무대신 - 나카야마 다로
- 대장대신 - 하시모토 류타로
- 문부대신 - 호리 고스케
- 후생대신(연금 문제 담당) - 쓰시마 유지
- 농림수산대신 - 야마모토 도미오(참의원 의원)
- 통상산업대신 - 무토 가분
- 운수대신(신도쿄 국제공항 문제 담당) - 오노 아키라
- 우정대신 - 후카야 다카시
- 노동대신 - 쓰카하라 슌페이
- 건설대신 - 와타누키 다미스케
- 자치대신, 국가공안위원회 위원장 - 오쿠다 게이와
- 내각관방장관 - 사카모토 미소지
- 총무청 장관 - 시오자키 준
- 홋카이도 개발청 장관, 오키나와 개발청 장관 - 스나다 시게타미 / 기베 요시아키(1990년 9월 13일 ~ )
- 방위청 장관 - 이시카와 요조
- 경제기획청 장관 - 아이자와 히데유키
- 과학기술청 장관 - 오시마 도모지(참의원 의원)
- 환경청 장관 - 기타가와 이시마쓰
- 국토청 장관 - 사토 모리요시
  - 내각법제국 장관 - 구도 아쓰오
  - 내각관방부장관]](정무) - 오시마 다다모리
  - 내각관방부장관(사무) - 이시하라 노부오

## 정무 차관
- 법무 정무 차관 - 가노 아키오
- 외무 정무 차관 - 이시이 이치지
- 대장 정무 차관 - 오미 고지·야마오카 겐지
- 문부 정무 차관 - 기타가와 마사야스
- 후생 정무 차관 - 노로 아키히코
- 농림 수산 정무 차관 - 히가시 지카라·오쓰카 세이지로
- 통상 산업 정무 차관 - 누카가 후쿠시로·사이토 후미오
- 운수 정무 차관 - 니카이 도시히로
- 우정 정무 차관 - 가와사키 지로
- 노동 정무 차관 - 가토 다쿠지
- 건설 정무 차관 - 가네코 겐지로
- 자치 정무 차관 - 주마 고키
- 총무 정무 차관 - 도라시마 가즈오
- 홋카이도 개발 정무 차관 - 다케베 쓰토무
- 방위 정무 차관 - 다니가키 사다카즈
- 경제 기획 정무 차관 - 다카하시 이치로
- 과학 기술 정무 차관 - 나가노 시게토
- 환경 정무 차관 - 기미야 가즈히코
- 오키나와 개발 정무 차관 - 미야자토 마쓰쇼
- 국토 정무 차관 - 이토 고스케

## 참고 문헌
- 하타 이쿠히코 편 《일본 관료제 종합 사전 : 1868 ~ 2000》(도쿄 대학 출판회, 2001년)